# Fülöpháza
Fülöpháza is een plaats (község) en gemeente in het Hongaarse comitaat Bács-Kiskun. Fülöpháza telt 938 inwoners (2005).